# Ella Kovacs
Pour les articles homonymes, voir Kovacs.
Ella Kovacs (née le 11 décembre 1964 à Luduș) est une athlète roumaine spécialiste du demi-fond.

## Carrière
Elle remporte son premier titre international majeur en 1985 à l'occasion des Championnats d'Europe en salle d'Athènes où elle devance la Soviétique Nadezhda Olizarenko en 2 min 00 s 51. Elle établit lors de cette saison son record personnel sur 800 m ainsi que la meilleure performance mondiale de l'année avec le temps de 1 min 55 s 68. En 1991, la Roumaine se classe troisième des mondiaux indoor de Séville, puis s'adjuge une nouvelle médaille de bronze lors des Championnats du monde de Tokyo (1 min 57 s 58), s'inclinant de justesse face à la Soviétique Lilia Nurutdinova (1 min 57 s 50) et à la Cubaine Ana Fidelia Quirot (1 min 57 s 55). 
En 1992, à Gênes, Ella Kovacs devient championne d'Europe en salle du 800 m pour la deuxième fois de sa carrière (1 min 59 s 98). Elle se classe par la suite sixième des Jeux olympiques de Barcelone. L'année suivante, la Roumaine monte sur la troisième marche du podium des Championnats du monde de Stuttgart derrière la Mozambicaine Maria Mutola et la Russe Lyubov Gurina. Elle obtient la dernière médaille internationale de sa carrière lors de la saison 1994 en se classant deuxième des Championnats d'Europe en salle se déroulant à Paris-Bercy, derrière la Biélorusse Natalya Dukhnova.

## Palmarès
| Année | Compétition                    | Lieu      | Place | Épreuve |
| ----- | ------------------------------ | --------- | ----- | ------- |
| 1985  | Championnats d'Europe en salle | Athènes   | 1re   | 800 m   |
| 1991  | Championnats du monde en salle | Séville   | 3e    | 800 m   |
| 1991  | Championnats du monde          | Tokyo     | 3e    | 800 m   |
| 1992  | Championnats d'Europe en salle | Gênes     | 1re   | 800 m   |
| 1992  | Jeux olympiques                | Barcelone | 6e    | 800 m   |
| 1993  | Championnats du monde          | Stuttgart | 3e    | 800 m   |
| 1994  | Championnats d'Europe en salle | Paris     | 2e    | 800 m   |

## Records personnels
- 800 m : 1 min 55 s 68 (1985)